# Carla Vermaat
Carla Vermaat (geboren in Wormerveer, 1952) is een Nederlands schrijver van thrillers en romans. Ze schrijft ook damesromans. Haar eerste boek kwam uit in 1976. Ze schrijft ook onder het pseudoniem Mary Morgan (thrillers) en voor de Favoriet Roman Series van Uitgeverij Marken gebruikt ze Susanna Verbeek als pseudoniem.
Naast schrijven houdt ze zich intensief bezig met schilderen. Aquarellen en olieverf op waterbasis hebben haar voorkeur. Ze woont in Zaandam, maar om inspiratie op te doen reist ze regelmatig naar Cornwall, Zuid Engeland en recentelijk, voor research voor haar drie laatste 'Als'-boeken, naar Canada en de Verenigde Staten.

### Romans
- De Noodlottige vergissing - (uitg. West-Friesland - 1976)
- Een verloofde gevraagd - (uitg. West-Friesland - 1976)
- De kluizenaar van Sarki - (uitg. West-Friesland - 1977)
- Weddenschap voor het leven - (uitg. West-Friesland - 1977)
- Een moderne Afrodite? - (uitg. West-Friesland - 1977)
- Liefde in de sneeuw - (uitg. West-Friesland - 1978)
- Het fluisterende water - (uitg. West-Friesland - 1978)
- Weerzien aan de Loire - (uitg. Wes-Friesland - 1979)
- Als er geen vertrouwen is... - (uitg. Ellessy - 2008), ISBN 978-90-8660-037-3
- Als het ijs gesmolten is - (uitg. Ellessy - 2010), ISBN 978-90-8660-093-9
- Als de druiven rijpen - (uitg. Ellessy - 2013), ISBN 978-90-8660-203-2
- Als de dagen lengen - (uitg.Ellessy - 2014), ISBN 978-90-8660-260-5
- Een zomer in Cornwall - (uitg. Ellessy - 2016), ISBN 978-90-8660-305-3
- Als je je hart volgt - (uitg. Ellessy - 2019), ISBN 978-90-8660-384-8
- Als een blad in de wind - (uitg. Ellessy - 2020), ISBN 978-90-8660-423-4
- Als er een ander is - (uitg. Ellessy - 2021), ISBN 978-90-8660-432-6

### Thrillers
- Kunstlicht - (uitg. De Boekerij - 2002), ISBN 90-225-3161-9
- Nachtval - (uitg. De Boekerij - 2003), ISBN 90-225-3758-7
- Wisselspel - (uitg. De Boekerij - 2004), onder pseudoniem Mary Morgan, ISBN 90-225-4014-6
- Onderstroom -  (uitg. Ellessy Crime - 2010), onder pseudoniem Mary Morgan, ISBN 978-90-8660-116-5
- Nacht zonder einde - (uitg. Ellessy Crime - 2011), onder pseudoniem Mary Morgan, ISBN 978-90-8660-175-2
- Reeks 'BARBARA, politievrouw
  - In Beeld - (uitg. Ellessy Relax - 2008), ISBN 978-90-8660-053-3
  - Meisjes Loos - (uitg. Ellessy Relax - 2012), ISBN 978-90-8660-178-3
  - Vogelvrij - (uitg. Ellessy Relax - 2014), ISBN 978-90-8660-248-3
  - Boven water - (uitg. Ellessy Relax - 2016), ISBN 978-90-8660-293-3
  - Bloed druk - (uitg. Ellessy Relax - 2018), ISBN 978-90-8660-345-9

### Engels
Reeks 'TREGUNNA, Crime thrillers set in Cornwall
- Tregunna - (Carmichael Publishers - 2015), ISBN 978-09-9333-390-3
- What every body is saying - (Carmichael Publishers - 2016), ISBN 978-09-9333-393-4
- Cover the lies - (Carmichael Publishers - 2017), ISBN 978-09-9333-395-8
- Hidden Depths - (Carmichael Publishers - 2019), ISBN 978-09-9333-396-5

- International Standard Name Identifier: 0000 0003 6891 0679
- Library of Congress Control Number: nb2019004916
- Nederlandse Thesaurus van Auteursnamen: 238441474
- Virtual International Authority File: 282041353
- WorldCat: E39PBJr7WJbd64Yb89WJyFCG73